# جورج بيكر (ممثل هندي)
جورج بيكر (بالإنجليزية: George Baker)‏ هو سياسي وممثل هندي (وحمل سابقاً جنسية الراج البريطاني)، ولد في 28 أكتوبر 1945 في تيزبور ‏ في الهند.

## وصلات خارجية
- جورج بيكر على موقع IMDb (الإنجليزية)